# Vive la grève

Vive la grève est un court-métrage français réalisé par Robert Péguy, sorti en 1949.

## Fiche technique
- Réalisation : Robert Péguy
- Directeur de la photographie : Marcel Villet
- Musique : Georges Tzipine
- Production : Films J. de Cavaignac
- Format : Noir et blanc - Son mono - 1 x 1,37 - 35 mm (positif & négatif)
- Genre : court-métrage comique
- Durée : 19 minutés
- Année de sortie : 1949

## Distribution
- Luce Fabiole
- José Casa
- Charles Vissières
- Jean Dunot
- Catherine Damet
- Germaine Grainval
- Jacques Denoël